# Zdzisław Lec
Zdzisław Franciszek Lec (ur. 25 maja 1951 w Bolesławcu) – polski ksiądz katolicki archidiecezji wrocławskiej, profesor nauk teologicznych, historyk Kościoła.

## Życiorys
Absolwent Technikum Elektroenergetycznego w Legnicy (1970). Święcenia kapłańskie w stopniu prezbitera otrzymał 19 maja 1979. Następnie pracował jako wikariusz w parafiach pw.: św. Mikołaja w Brzegu (1979–1983), św. Stanisława w Świdnicy. (1983–1984) i ponownie w Brzegu (1984–1988). W latach 1988–1991 prefekt w Seminarium Duchownym. Pełnił funkcję proboszcza w Wiązowie (po 1992).
Studia teologiczne odbył na Papieskim Wydziale Teologicznym we Wrocławiu w latach 1973-1979. W roku 1983 uzyskał licencjat z teologii. W 1988 uzyskał stopień doktora teologii na podstawie pracy Biblioteka kolegium oo. jezuitów w Świdnicy w latach 1626-1776. Pracował w Archiwum Archidiecezjalnym we Wrocławiu.
W 1991 wyjechał na stypendium naukowe do Paderborn, po czym przedłużył urlop naukowy. Pracował tam duszpastersko w Wigratzbad, ośrodku pielgrzymkowym diecezji augsburskiej (1992).
Dnia 5 grudnia 1995 roku odbył kolokwium habilitacyjne na PWT we Wrocławiu na podstawie dorobku naukowego i rozprawy habilitacyjnej Jezuici we Wrocławiu 1581-1776. Pełnił funkcję kierownika Katedry Historii Kościoła na Śląsku.
Dnia 25 marca 2002 roku otrzymał tytuł profesora nauk teologicznych. Od 1 października 2003 roku rozpoczął pracę na Wydziale Teologicznym Uniwersytetu Szczecińskiego.
Dnia 1 lipca 2004 roku mianowany profesorem zwyczajnym Uniwersytetu Szczecińskiego.
Pełni funkcję kierownika Katedry Historii Kościoła Wydziału Teologicznego US.

## Wybrane publikacje
- Biblioteka kolegium oo. jezuitów w Świdnicy Śląskiej w latach 1629-1776. Wyd. PWT. Wrocław 1987.
- Działalność jezuitów w Brzegu w latach 1681-1776. Wyd. PWT. Wrocław 1990.
- Zgromadzenie Sióstr Św. Elżbiety na Śląsku. 150 lat istnienia. Wyd. PWT. Wrocław 1992.
- Kopaniec. Opr. ks. Zdzisław Lec i ks. Andrzej Płaza. Fotografie: T. Sikorski. Kopaniec 1994.
- Jezuici we Wrocławiu (1581-1776). Wyd. PWT. Wrocław 1995.
- Jezuici w Legnicy (1689-1776). Wyd. PWT. Wrocław 2001.
- Kościoły i kaplice Archidiecezji Wrocławskiej. Pr. Zbior. pod red. ks. prof. Józefa Patera. Autorzy: ks. Mieczysław Kogut, ks. Zdzisław Lec, ks. Lech Nowak, ks. Józef Pater, Eugeniusz Wawrzyniak. Wrocław 2002.
- Historia zakonu jezuitów w Świdnicy (1629-1776). Rocznik Świdnicki. R. 1990-1991, s. 5-32.
- Zgromadzenie Sióstr św. Elżbiety w latach 1842-1992. W: Osoba-Kościół-Społeczeństwo. Praca zbiorowa pod red. ks. Ignacego Deca. Księga pamiątkowa ku czci Księdza Profesora Józefa Majki. Wyd. PWT. Wrocław 1992, s. 279-288.
- Z przeszłości jezuitów w Głogowie w latach 1625-1776. (Chronologia najważniejszych działań). Głogowskie Zeszyty Naukowe. Nr 3. Studia i materiały z dziejów Głogowa, s. 50-53.
- Początki i rozwój Towarzystwa Jezusowego we Wrocławiu w latach 1638-48. Wrocławski Przegląd Teologiczny. R. 1: 1993, nr 2, s. 75-82.
- Siostry elżbietanki w Świdnicy i okolicy. Rocznik Świdnicki. R. 1992, s. 54-62.
- Zarys życia klasztornego w Świdnicy. Rocznik Świdnicki. R. 1992, s. 63-75.
- Przyczynki do działalności jezuitów w Jaworze i okolicy w XVII w. Wrocławski Przegląd Teologiczny. R. 2: 1994, nr 2, s. 83-92.
- Działalność jezuitów w Jeleniej Górze w latach 1629-1776. Wrocławski Przegląd Teologiczny. R. 2: 1994, nr 1, s. 65-82.
- Działalność jezuitów w Raciborowicach (Bolesławcu) i Świerzawie w XVII wieku. Legnickie Wiadomości Diecezjalne. R. 2: 1993, nr 1, s. 65-72.
- Nieco uwag o dziejach i działalności rekatolizacyjnej jezuitów w tzw. państwie otyńskim w latach 1649-1776. Studia Paradyskie. R. 4: 1994, s. 45-55.
- Biskupi wrocławscy w dobie reformacji i reformy Kościoła. Saeculum Christianum. R. 2: 1995, nr 1, s. 211-220.
- Zarys pracy duszpasterskiej w Bolesławcu w latach 1945-1970. Legnickie Wiadomości Diecezjalne. R. 2: 1993, nr 2, s. 59-66.
- Przyczynki do działalności krzyżowców z czerwoną gwiazdą w Świdnicy na tle ich obecności na Śląsku. Rocznik Świdnicki. R. 1993, s. 39-44.
- Jezuici w Żaganiu w latach 1628-1776. Zarys dziejów i działalności. Colloquium Salutis. 25: 1993, s. 311-321.
- Nieco uwag o dziejach i działalności jezuitów w Opolu w latach 1667-1776. Studia Teologiczno-Historyczne Śląska Opolskiego. R. 15: 1995, s. 385-394.
- Kościół rzymskokatolicki w Bolesławcu w ostatnim pięćdziesięcioleciu. Wrocławski Przegląd Teologiczny. R. 3: 1995, nr 2, s. 115-124.
- Apostolstwo Słowa jako jedna z form duszpasterstwa jezuitów we Wrocławiu w latach 1581-1595 i 1638-1776. W: Jezuicka ars educandi. Prace ofiarowane Księdzu Profesorowi Ludwikowi Piechnikowi SJ. Kraków 1995, s. 131-140.
- Stosunek do władz kościelnych i zgromadzeń zakonnych oraz praca nad nawracaniem innowierców w działalności jezuitów wrocławskich w latach 1581-1595 i 1638-1776. Horyzonty Wiary (Kwartalnik Pedagogiki Religijnej Wydziału Filozoficznego Towarzystwa Jezusowego). R. 6: 1995, 4(26), s. 75-85.
- Charakterystyka zewnętrzna biblioteki kolegium oo. jezuitów w Świdnicy Śląskiej z lat 1629-1776. Rocznik Świdnicki. R. 1994, s. 130 – 135.
- Jezuici a Eucharystia. W: W blasku Eucharystii. Materiały z sympozjum „Eucharystia w dziejach Kościoła na ziemiach polskich ze szczególnym uwzględnieniem Śląska” oraz z XXVI Wrocławskich Dni Duszpasterskich. Praca zbiorowa pod red. ks. I. Deca. Wrocław 1996, s. 97-105.
- Jezuici w granicach diecezji legnickiej do 1776 roku. W: Wierność i obrona wiary. Charakterystyka Kościoła w obecnych granicach Diecezji Legnickiej. Praca zbiorowa pod red. ks. Stanisława Araszczuka. Legnica 1996, s. 81-92; ten sam artykuł w: Dziedzictwo wiary Diecezji Legnickiej. Praca zbiorowa pod red. ks. S. Araszczuka. Legnica 1997, s. 93-104.
- Jezuici w granicach Diecezji Zielonogórsko-Gorzowskiej do 1776 roku. Studia Paradyskie. 6-7: 1997, s. 73-83; ten sam artykuł w: Rocznik Lubuski. T. 23: 1997, cz. 1, s. 29-38.
- Z dziejów i działalności cystersów w Paradyżu w latach 1230/36-1834. W: Diecezjalne Wyższe Seminarium Duchowne Gorzów Wlkp.-Paradyż 1947-1997. Księga jubileuszowa. Redaktor ks. Ryszard Tomczak. Paradyż 1997, s. 13-36.
- Współpraca naukowa Z-GWSD z PFT we Wrocławiu w latach 1989-1997. W: Diecezjalne Wyższe Seminarium Duchowne Gorzów Wlkp.-Paradyż 1947-1997. Księga jubileuszowa. Redaktor ks. Ryszard Tomczak. Paradyż 1997, s. 321-327.
- Książki teologii spekulatywnej z okresu od XV do XVIII wieku w księgozbiorze jezuitów świdnickich. Rocznik Świdnicki. T. 24: 1996, s. 69-78.
- Książki z okresu od XV do XVIII wieku dotyczące historii i polityki w księgozbiorze jezuitów świdnickich. Rocznik Świdnicki. T. 25: 1997, s. 33-44.
- Jezuici wobec Unii Brzeskiej. Saeculum Christianum. R. 5: 1998, nr 1, s. 43-51.
- Z dziejów i działalności jezuitów w Legnicy w latach 1689-1776. W: Słowo nieskowane. Księga Jubileuszowa dla ks. Jana Kruciny. Pod red. ks. A. Nowickiego i bpa J. Tyrawy. Wrocław 1998, s. 641-647.
- Wiadomości o pierwszych biskupach śląskich w świetle Kroniki Thietmara i niektórych wrocławskich katalogów biskupich. Śląski Kwartalnik Historyczny Sobótka. R. 53: 1998, nr 3-4, s. 481-486.
- Sytuacja religijna na Śląsku w czasach Angelusa Silesiusa. Studia Paradyskie. 9: 1999, s. 153-160.
- Kościół rzymskokatolicki na Dolnym Śląsku w powojennym pięćdziesięcioleciu. Dolny Śląsk. T. 8. Wrocław 2000, s. 50-56.
- Jezuickie stacje misyjne, rezydencje i kolegia na Śląsku w latach 1580-1776. W: Służcie Panu z weselem. Księga Jubileuszowa ku czci kard. Henryka Gulbinowicza z okazji 50-lecia kapłaństwa, 30-lecia biskupstwa, 25-lecia posługi w archidiecezji wrocławskiej i 15-lecia kardynalatu. Red. ks. Ignacy Dec. T. 1. Wrocław 2000, s. 159-164.
- Zakony i zgromadzenia zakonne męskie w 50-leciu administracji kościelnej na ziemi lubuskiej, Pomorzu Zachodnim i północnym. W: Księga pamiątkowa 50-lecia organizacji Kościoła katolickiego na ziemi lubuskiej, Pomorzu Zachodnim i północnym. Praca zbiorowa pod red. bpa P. Sochy przy współpr. ks. Z. Leca. Zielona Góra 2000, s. 481-486.
- Jezuickie misje ludowe na Śląsku w latach 1851-1872. W: W kręgu chrześcijańskiego orędzia moralnego. Księga Jubileuszowa poświęcona ks. prof. Antoniemu Młotkowi. Red. ks. M. Biskup, ks. T. Reroń. Wrocław 2000, s. 767-774.
- Życie zakonne we współczesnym Wrocławiu. W: Unxit et misit. Księga Jubileuszowa ku czci Księdza Biskupa Józefa Pazdura. Red. ks. Ignacy Dec. Wrocław 2000, s. 227-237.
- Powojenne życie religijne. Kościół rzymskokatolicki. W: Bolesławiec. Zarys monografii miasta. Red. T. Bugaj i K. Matwijowski. Wrocław-Bolesławiec 2001, s. 380-385.
- Sprowadzenie jezuitów do Wrocławia i ich działalność związana z utworzeniem uniwersytetu w 1702 r. W: Milenijny Kościół wrocławski wczoraj i jutro. Praca zbiorowa pod redakcją ks. Ignacego Deca. Wrocław 2001, s. 89-108.
- Biskup Marcin Gerstmann (8 III 1527-23 V 1585). Życie i działalność. Śląski Kwartalnik Historyczny Sobótka. R. 56: 2001, nr 4, s. 459-468.
- Placówki jezuickie na Śląsku do kasaty zakonu. W: Miejsce i rola Kościoła wrocławskiego w dziejach Śląska. Pod red. Krystyna Matwijowskiego. Wyd. i Druk. DTSK Silesia. Wrocław 2001, s. 83-91.
- Jezuici na Górnym Śląsku do kasaty ze szczególnym uwzględnieniem ich działalności szkolnej. Wrocławski Przegląd Teologiczny. R. 9: 2001, nr 2, s. 109-123.
- Jezuici w Nysie, Opawie, Opolu, Brzegu, Tarnowskich Górach i Cieszynie ze szczególnym uwzględnieniem ich działalności szkolnej do 1773 r. W. Mieczysław Kogut, Zeszyty historyczne Kościoła katolickiego w Kluczborku. Cz. 12. Kluczbork 2002, s. 245-263.
- Jezuici we Wrocławiu od przybycia do 1776 roku. W: Kościół w Polsce. Dzieje i kultura. T. 1. Red. J. Walkusz. Redakcja Wydawnictw KUL. Lublin 2002, s. 17-42.
- Troska o kościoły w duszpasterstwie rzymskokatolickim Hrabstwa Kłodzkiego do końca XX w. W: Veritati Salvificae Servire. Księga pamiątkowa dedykowana ks. prof. zw. dr. hab. Edwardowi Góreckiemu z racji 70 rocznicy urodzin. Red. Ks. W. Wenz. Wrocław 2002, s. 299-308.
- Jezuickie misje ludowe na Śląsku w latach 1851-1872. W: Z dziejów wrocławskiego Kościoła katolickiego. Kościół w XIX wieku. Pod red. ks. Ignacego Deca i Krystyna Matwijowskiego. Wrocław 2002, s. 47-52.
- Jezuici wobec unii brzeskiej. W: Z dziejów wrocławskiego Kościoła katolickiego. Tendencje unijne. Pod red. ks. Ignacego Deca i Krystyna Matwijowskiego. Wrocław 2002, s. 21-27.
- Z. Lec, A. Młotek, Teologia katolicka na Uniwersytecie Wrocławskim w XIX w. Śląski Kwartalnik Historyczny Sobótka. R. 57: 2002, nr 3, s. 331- 344.
- Założenie Akademii Leopoldyńskiej we Wrocławiu w 1702 r. W: 300 lat Wydziału Teologicznego we Wrocławiu. Zarys historii i pracownicy naukowi PWT we Wrocławiu. Pod red. ks. Ignacego Deca. Wrocław 2002, s. 27 – 32.
- Szkolnictwo jezuickie na Górnym Śląsku do kasaty. W: Kultura edukacyjna na Górnym Śląsku. Redakcja naukowa Antoni Barciak. Katowice 2002, s. 112-126.
- Biogramy kanoników wrocławskich. W: Ks. Mieczysław Kogut, Zeszyty historyczne Kościoła katolickiego w Kluczborku. Cz. 13. Kluczbork 2003, s. 168-210.
- Zmarli po II wojnie światowej (1945-2003) kapłani pracujący w archidiecezji wrocławskiej. W: Ks. Mieczysław Kogut, Zeszyty historyczne Kościoła katolickiego w Kluczborku. Cz. 14: Kluczbork 2004, s. 115 – 149.
- Eucharystia w życiu i działalności Jana Pawła II. W: Ks. Mieczysław Kogut, Zeszyty historyczne Kościoła katolickiego w Kluczborku. Cz. 14: Kluczbork 2004, s. 149 – 158.
- Starania Henryka Brodatego (ur. ok. 1168 – zm. 19 III 1238 w Krośnie nad Odrą) o zjednoczenie kraju. W: Ks. Mieczysław Kogut, Zeszyty historyczne Kościoła katolickiego w Kluczborku. Cz. 14: Kluczbork 2004, s. 162 – 176.
- Wykaz parafii dekanatu Kamieniec Ząbkowicki w diecezji świdnickiej wraz z krótkimi informacjami o charakterze historycznym. W: Ks. Mieczysław Kogut, Dekanat Kąty Wrocławskie. Cz. 3. Kąty Wrocławskie 2004, s. 263 – 272.
- Życie i działalność biskupa – misjonarza. W: Św. Otton z Bambergu – ewangelizator Pomorza. Jego kult do czasów współczesnych. Pod red. Ks. G. Wejmana. Szczecin 2004, s. 11 – 32.
- Wykaz parafii dekanatu Borów w Archidiecezji Wrocławskiej wraz z krótkimi informacjami historycznymi, dotyczącymi kościołów, kaplic i plebanii. W: Dekanat Kąty Wrocławskie. Cz. 4. Pod red. Ks. Mieczysława Koguta. Kąty Wrocławskie 2005, s. 215 - 224.
- Wykaz parafii dekanatu Brzeg - Południe w Archidiecezji Wrocławskiej wraz z krótkimi informacjami historycznymi, dotyczącymi kościołów, kaplic i plebanii.  W: Dekanat Kąty Wrocławskie. Cz. 4. Pod red. Ks. Mieczysława Koguta. Kąty Wrocławskie 2005, s. 206 - 214.
- Stanisław Dąbrowski, przejrzał i do druku przygotował ks. Zdzisław Lec, Katalog starych druków dawnej biblioteki katedralnej w Kamieniu Pomorskim (Stan z lat 80. XX w.). W: Biblioteki i archiwa kościelne na Pomorzu Zachodnim i Ziemi Lubuskiej, zarys problematyki. Pod red. Ks. G. Wejmana. Szczecin 2005, s. 55 – 226.
- Ważniejsze wydarzenia z życia rzymskokatolickiej wspólnoty Polaków w Szczecinie do 1945 r. W: Kościół rzymskokatolicki na Pomorzu Zachodnim i Ziemi Lubuskiej w latach 1945 – 2005. Pod red. Ks. G. Wejmana. Szczecin 2005, s. 185 – 197.